# 후지오카 히로시
후지오카 히로시(일본어: 藤岡 弘、, 본명: 후지오카 쿠니히로(일본어: 藤岡 邦弘), 1946년 2월 19일 ~ )는 일본의 배우이다.후지오카 대장의 애칭으로도 알려져있다.
에히메현 가미우케나군 구마코겐정 출신으로 마쓰야마 세이료 고등학교를 졸업했다. 그의 아버지는 에히메현의 경찰관이자 유도·고류무술 유단자였고 어머니는 다도·이케바나·거문고 사범으로 활동했다. 1964년에 극단 NLT 배우 교실에 입소했고 1965년에 쇼치쿠 영화 뉴페이스에 합류하면서 데뷔했다.
1971년에서 1973년까지 방송된 특촬물 《가면라이더》 시리즈에서 혼고 타케시 역할을 맡으면서 이름을 알렸다. 일본의 천문학자인 나카무라 아키마사가 발견한 소행성 12408 후지오카는 여기서 유래된 이름이다. 또한 일본인으로는 최초로 미국 영화배우조합에 가입하기도 했다. 2002년에는 카와구치 히로시의 뒤를 이어 《탐험 시리즈》에 출연하면서 "후지오카 대장"이라는 애칭으로 부르기도 했다.

## 성우 역할
- 가면라이더 V3
- 킹덤 하츠 2

### 더빙
- 당산대형